# البنس (عملة ما قبل العشرية النيوزيلندية)
البنس النيوزيلندي هو عملة برونزية كبيرة صدرت من عام 1939 إلى عام 1965. طرحت العملة بعد سبع سنوات من طرح الفئات الأكبر من عملات الجنيه النيوزيلندي وكان من المقرر إصدار العملة لتتوافق مع الذكرى المئوية لمعاهدة وايتانجي والذكرى المئوية لنيوزيلندا إلى جانب نصف البنس ونصف التاج المئوية. تحتوي العملة المعدنية على صورة قياسية للملك الحاكم على الوجه الأمامي بينما يحتوي الوجه الخلفي على طائر توي يقف على فرع كوهاي.
صمم العملة المعدنية في مسابقة تصميم برعاية الحكومة. قدم النحاتان البريطانيان جورج كروجر جراي وبرسي ميتكالف مصمما العملات النيوزيلندية السابقة تصاميمهما لكن النحات النيوزيلندي ليونارد كورنوال ميتشل فاز بالمسابقة. قام ميتكالف بتعديل الرسومات التي قدمها ميتشل وتحويلها إلى نموذج ودخلت العملة المعدنية مرحلة الإنتاج في أواخر عام 1939. بعد تحويل العملة النيوزيلندية إلى النظام العشري في عام 1967 ألغيت العملة المعدنية واستبدالها بعملة أصغر بقيمة سنت واحد. مع أن وجود بعض الدعوات للاحتفاظ بتصميم توي على البنس الجديد فقد قاموا بالتخلي عنه في النهاية بعد تحويله إلى النظام العشري إلى جانب جميع تصميمات العملات المعدنية الأخرى بالجنيه الإسترليني.

## الخلفية
في حين كان الجنيه الإسترليني هو العطاء القانوني في نيوزيلندا منذ عام 1858 تدول العديد من العملات النحاسية بقيمة بنس ونصف بنس التي سكها التجار المحليون خلال منتصف القرن التاسع عشر في مستعمرة نيوزيلندا بسبب نقص العملات الإمبراطورية البريطانية. بدأ سك أول عملات البنس المعروفة في عام 1857 ومع توقف سكها في عام 1881 شكلت حوالي نصف العملات النحاسية المتداولة في المستعمرة. قاموا بإلغاؤها رسميًا في عام 1897 عندما أصبح إمداد البنسات والنصف بنسات البريطانية موثوقًا به.
أدى التدفق المفاجئ لكميات كبيرة من العملات الأسترالية إلى نيوزيلندا في أوائل ثلاثينيات القرن العشرين إلى جانب تهريب العملات المتفشي ردًا على انخفاض قيمة الجنيه النيوزيلندي مقابل الجنيه الإسترليني إلى إنشاء عملة وطنية مميزة. بدأت العملات الفضية في التداول في عام 1933 ولكن لم تكن هناك حاجة فورية لتصميم أو تقديم عملات البنسات ونصف البنسات المحلية حيث كانت العملات النحاسية البريطانية لا تزال متداولة كعملة قانونية.

## التصميم والمقدمة
في عام 1936 بدأت جمعية العملات النيوزيلندية التي كانت تعمل في كثير من الأحيان كهيئة استشارية للحكومة الوطنية بشأن قضايا العملات في الضغط من أجل إدخال العملات البرونزية بحلول عام 1940 لتتوافق مع الذكرى المئوية لمعاهدة وايتانجي. في اجتماع عقدته اللجنة التاريخية الوطنية المعينة من قبل الحكومة في أكتوبر 1937 اقترح وكيل وزارة الداخلية جو هينان رسميًا إصدار فئات برونزية في عام 1940 إلى جانب ميدالية تذكارية ونصف تاج. في يونيو 1938 شكلت لجنة برئاسة مساعد الوزير أثول ماكاي وانضم إليها عدد من أعضاء اللجنة التاريخية الوطنية لتسهيل الموافقة على التصميمات المقدمة للعملة الجديدة. بالنسبة لتصميم البنس ونصف البنس قدم جائزة متواضعة قدرها 25 جنيهًا إسترلينيًا لكل منهما. سمح بتقديم التصاميم خلال شهر واحد فقط.

### مقترحات التصميم

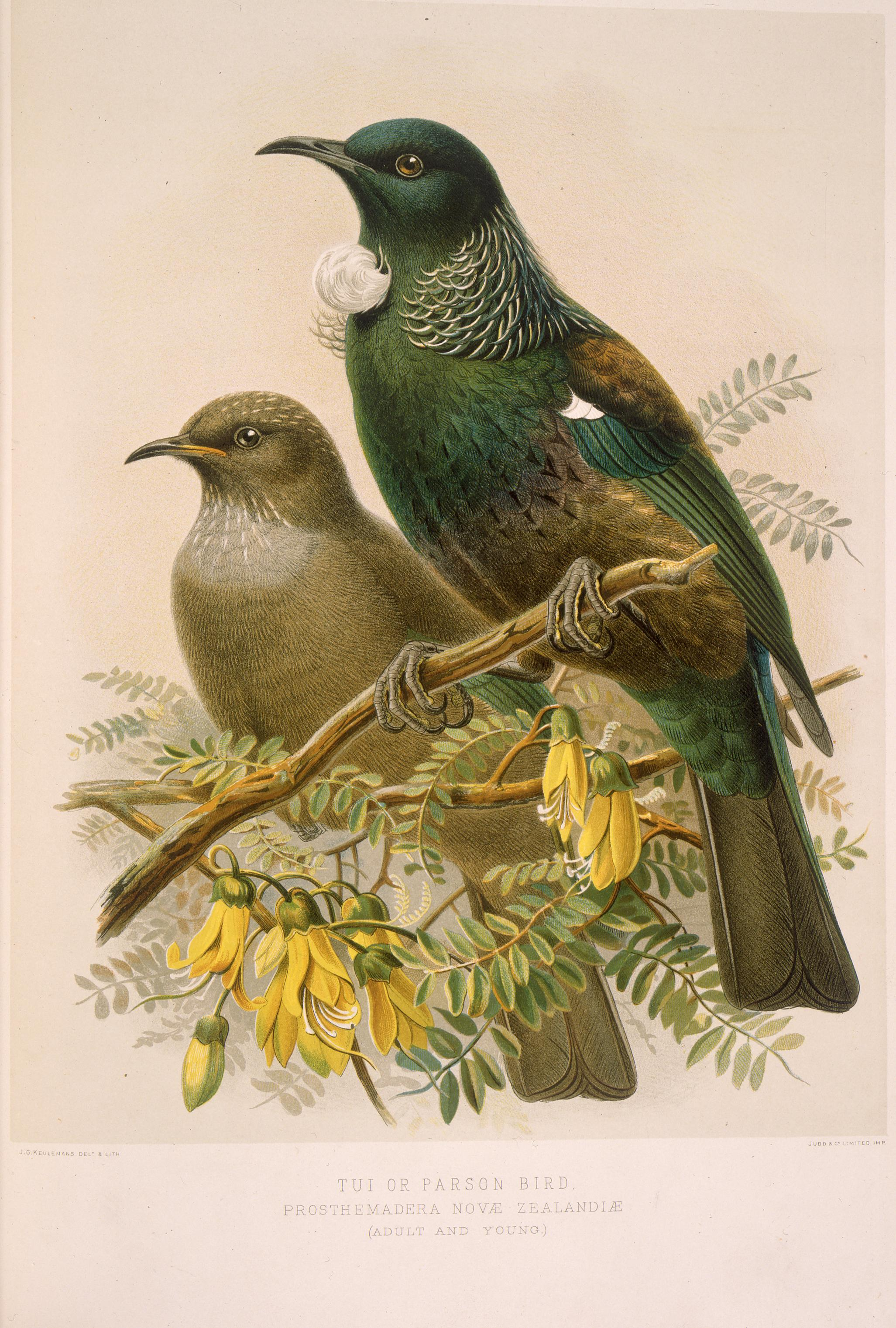
توي واقفة على فرع كوهاي كما صورها جي جي كوليمانز في كتاب تاريخ طيور نيوزيلندا ربما استخدمت كمرجع لتصميم ميتشل

كان كروجر جراي وبرسي ميتكالف موظفا دار سك العملة الملكية اللذان صمما العملات النيوزيلندية السابقة الفنانين الوحيدين من خارج البلاد الذين قدموا تصاميمهم. أعاد ميتكالف تقديم تصميم "محير" رفض سابقًا مقابل الشلن وهو تصميم توكي بوتانجاتا ( أجرينستون ماوري أدزي ) متراكب مع واكاباكوكو راكاو أو عصا الإله وهي عصا احتفالية يستخدمها كهنة الماوري. يتميز تصميم البنس الخاص بـ غري بمقدمة واكا تاوا زورق حرب الماوري. كما قدم مدرس الفنون المحلي توماس جينكين عرضًا لـ " واكا تاوا في اقتراحه الذي قدمه يصوره بجانب سرخس فضي على شاطئ البحر مع العديد من المحاربين على متنه.
قدم فرانسيس شوروك النحات المحلي ومعلم الفن تصميمات متعددة. أظهر تصميم بنس واحد تيكوتيكو الماوري تمثال صغير مع تمثال آخر يظهر فيه سرخس ولاعب رجبي منتصر يحمل كرة. قدم نسخة معدلة من هذا التصميم في عام 1966 وسط احتجاجات عامة كقطعة مقترحة بقيمة 20 سنتًا. جيمس بيري الذي عمل سابقًا جنبًا إلى جنب مع ميتكالف على ظهر تاج وايتانجي اقترح مجموعة كاملة من العملات المعدنية بما في ذلك قطعة بنس واحد تحمل صورة سفينة إتش إم إس إنديفور السفينة التي قادها الكابتن كوك في بعثاته إلى نيوزيلندا في منتصف القرن الثامن عشر.
اختير تصميم ليونارد سي ميتشل الذي يظهر فيه طائر توي مغرد يقف على فرع مزهر من شجرة كوهاي في النهاية من قبل اللجنة استمرارًا لنمط الطيور الأصلية على العملات النيوزيلندية إلى جانب الكيوي على الفلورين والهويا على الستة بنسات. كان تصميمه الأصلي مشابهًا بشكل ملحوظ لتصوير اثنين من التوي بواسطة جون كولمانز والذي ربما كان بمثابة قاعدة للتصميم بشكل مباشر أو غير مباشر. كان نموذج ميتشل الأصلي واسع النطاق توضيحيًا للغاية حيث أشار المصمم على ظهر صورة مُقدمة : "لقد حرصتُ على تبسيط التفاصيل قدر الإمكان ولكن يُمكنني إجراء المزيد من الحذف إذا لزم الأمر". انتقد ويليام بيري كبير أمناء دار السك الملكية التصميم مشيرًا إلى أن تصميمه لن يُصبح تصميمًا لعملة مادية. أوصت اللجنة الاستشارية للدار الملكية للعملات المعدنية بأن قدم الريش بشكل أكثر بروزًا.

وبعد الموافقة على تصميم ميتشل كلف بيرسي ميتكالف من قبل دار سك العملة الملكية بإنشاء نموذج جبس للعملة. على عكس تجسيده لنصف البنس قام بإجراء تغييرات كبيرة على إنجاز العملة مما أدى إلى زيادة عمق الريش مع تبسيط رقائق الكوهاي. وافق المفوض السامي بيل جوردان على التصميم في يونيو 1939 ودخلت العملة المعدنية مرحلة الإنتاج.

## سك العملة والإنتاج
مع أنه كان من المقرر في البداية إصدارها بالتزامن مع الذكرى المئوية لمعاهدة وايتانجي في فبراير 1940 دخلت أول بنسات التداول في ديسمبر 1939 بسبب النقص الناشئ في البنسات البريطانية في نيوزيلندا. يبلغ قطر العملات المعدنية 31.75 ملم ووزنها 9.45 جرام وكانت مصنوعة في البداية من سبيكة تتكون من 95.5٪ نحاس و1.5٪ زنك و3٪ قصدير. غيرت تركيبة السبائك للعملة في عام 1960 لتشمل كمية أقل بكثير من القصدير. ضمنت عملات البنسات التجريبية في مجموعة تجريبية صدرت لإحياء ذكرى تتويج الملكة إليزابيث الثانية مع سك 7000 قطعة. تحسبًا للتحول إلى النظام العشري في عام 1967 كانت هناك بعض الدعوات للاحتفاظ بتصميم توي الشعبي على القطعة النقدية الجديدة بقيمة سنت واحد. ومع ذلك رفض هذا الاقتراح بسبب دعم الحكومة لمجموعة جديدة تمامًا من العملات.
| التاريخ    | 1940      | 1941      | 1942      | 1943      | 1944      | 1945      | 1946      | 1947      | 1948 | 1949      | 1950      | 1951      | 1952       |
| ---------- | --------- | --------- | --------- | --------- | --------- | --------- | --------- | --------- | ---- | --------- | --------- | --------- | ---------- |
| ضرب النقود | 5,424,000 | 1,200,000 | 3,120,000 | 8,400,000 | 3,696,000 | 4,764,000 | 6,720,000 | 5,880,000 | 0    | 2,016,000 | 5,784,000 | 6,880,000 | 10,800,000 |

| التاريخ    | 1953      | 1954      | 1955      | 1956      | 1957      | 1958       | 1959      | 1960      | 1961      | 1962      | 1963      | 1964       | 1965    |
| ---------- | --------- | --------- | --------- | --------- | --------- | ---------- | --------- | --------- | --------- | --------- | --------- | ---------- | ------- |
| ضرب النقود | 2,400,000 | 1,080,000 | 3,720,000 | 3,600,000 | 2,400,000 | 10,800,000 | 8,400,000 | 7,200,000 | 7,200,000 | 6,000,000 | 2,400,000 | 18,000,000 | 200,000 |

### الاستشهادات
1. 1 2  Hargreaves 1972، صفحات 159-160.
2. ↑  Matthews، Ken (مارس 2003). "The Legal History of Money in New Zealand" (PDF). Reserve Bank of New Zealand Bulletin. ج. 66 ع. 1: 40–49. مؤرشف من الأصل (PDF) في 2025-05-16.
3. ↑  Familton، Robert John؛ McLintock، A. H. (1966). "Coinage". An Encyclopaedia of New Zealand. Wellington: R.E. Owen. OCLC:1014037525.
4. ↑  Hargreaves 1972، صفحات 144-145.
5. 1 2  Hargreaves 1972، صفحات 154-155.
6. ↑  Stocker 2011، صفحات 204-205.
7. 1 2  Stocker 2011، صفحات 204-207.
8. ↑  Stocker، Mark (2005). "'A Very Satisfactory Series': The 1933 New Zealand Coinage Designs" (PDF). British Numismatic Journal. ج. 75: 148. مؤرشف (PDF) من الأصل في 2023-11-08. اطلع عليه بتاريخ 2024-01-01.
9. 1 2  Stocker 2011، صفحة 209.
10. ↑  Stocker، Mark (1998). "Shurrock, Francis Aubrey". Te Ara - Encyclopedia of New Zealand. مؤرشف من الأصل في 2025-01-30.
11. ↑  Stocker، Mark (2010). "The New Zealand 'Waitangi' Crown of 1935" (PDF). British Numismatic Journal. ج. 80: 179–181. مؤرشف من الأصل (PDF) في 2024-08-29.
12. ↑  Stocker 2011، صفحات 209-210.
13. ↑  Stocker 2011، صفحات 213-216.
14. ↑  Stocker 2011، صفحة 216.
15. ↑  Familton، Robert John؛ McLintock، A. H. (1966). "Coinage". An Encyclopaedia of New Zealand. Wellington: R.E. Owen. OCLC:1014037525.Familton, Robert John; McLintock, A. H. (1966). "Coinage". An Encyclopaedia of New Zealand. Wellington: R.E. Owen. OCLC 1014037525.
16. ↑  Humble، Michael (ديسمبر 1992). "The Waitangi Proof Set Revisited". New Zealand Numismatic Journal ع. 70: 13–17. مؤرشف من الأصل في 2025-06-26.
17. ↑  Cuhaj، George S. (2014). 2014 Standard Catalog of World Coins (ط. 41st). ص. 1633.
18. ↑  Stocker، Mark (2000). "'Coins of the People': The 1967 New Zealand Decimal Coin Reverses" (PDF). British Numismatic Journal. ج. 70: 124–125. مؤرشف من الأصل (PDF) في 2023-11-12.
19. ↑  Čuhaj، George S. (2014). 2014 Standard Catalog of World Coins (ط. 41st). Iola, Wisconsin: Krause Publications. ص. 1633. ISBN:9781440235672.Čuhaj, George S. (2014). 2014 Standard Catalog of World Coins (41st ed.). Iola, Wisconsin: Krause Publications. p. 1633. ISBN 9781440235672.
20. ↑  Čuhaj، George S. (2014). 2014 Standard Catalog of World Coins (ط. 41st). Iola, Wisconsin: Krause Publications. ص. 1633. ISBN:9781440235672.

### الفهرس
- Hargreaves، R. P. (1972). "New Zealand Coinage". Beads to Banknotes. Dunedin: John McIndoe. ص. 141–160.
- Stocker، Mark (2011). "Completing the Change: The New Zealand Coin Reverses of 1940" (PDF). British Numismatic Journal. ج. 81: 201–222. مؤرشف من الأصل (PDF) في 2024-03-29.

1. ↑  على الرغم من أن تاريخها يعود إلى عام 1940، إلا أن أول إصدار من البنسات تم سكه قبل ذلك التاريخ وبدأ تداوله في أواخر عام 1939.[1]
2. ↑  أعيد استخدامها لاحقًا في عام 1949 لجائزة مارغريت كوندليف التذكارية، ومرة أخرى في عام 1965 كعملة مقترحة من فئة 10 سنتات في نيوزيلندا.[9]